# Runenfelsen von Bo Gård

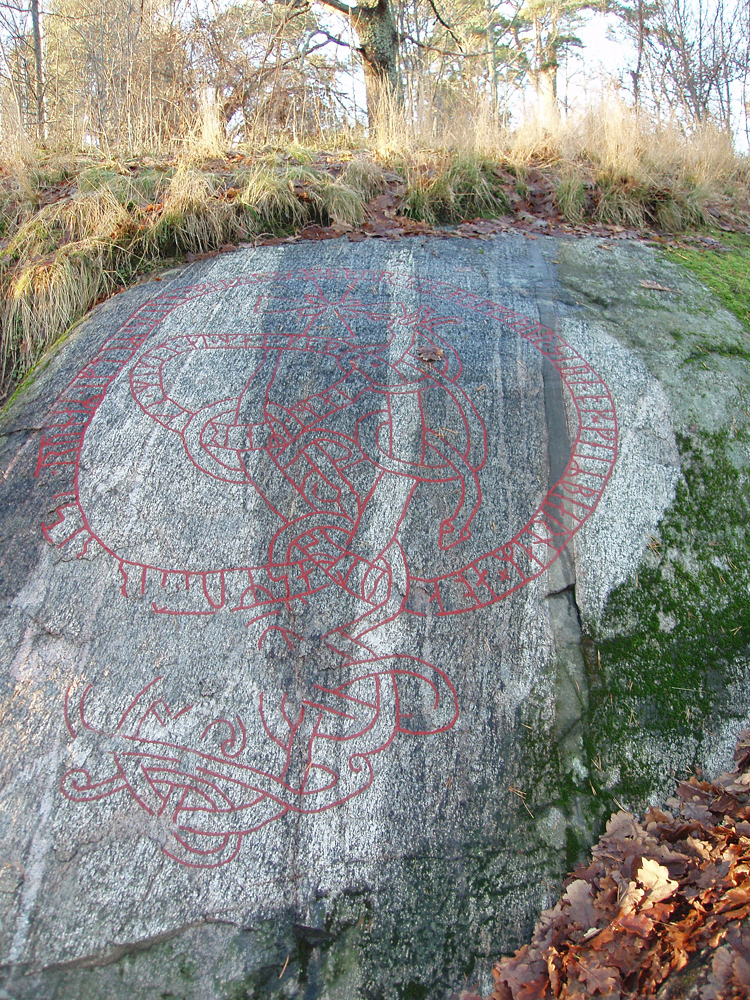
Runenfelsen von Bo Gård

Der Runenfelsen von Bo Gård (U Fv1986;84) auf dem Kvarnbacken in Bo Gård auf der Insel Lidingö in der Provinz Uppland im Nordosten von Stockholm in Schweden befindet sich am Rand eines Gräberfeldes. Die durch eine Brücke mit der Hauptstadt verbundene große Schäreninsel Lidingö, ist zugleich eine Kommune mit über 42.000 Einwohnern. Der Runenfelsen wird in die Endphase der Wikingerzeit (800–1050 n. Chr.) datiert. Die Inschrift dürfte um die Jahrtausendwende entstanden sein.
- Der Text lautet: asmu-tr ... ris-- * runaR * eftiR × stein * faþurs*faþur * sin * auk * faþur * siba * ok × geiRbiarnaR × aok ... ulfs * eaR * merki * mikit * at * man * koþan ×
- Übersetzt: „Asmund ritzte die Runen in Gedenken an Sten, seinen Großvater und Vater Sibbes und Gerbjörns und Ulfs. Hier (ist) ein großes Denkmal für einen guten Mann.“

Ihre belegbare jüngere Besiedlung fand während der nordischen Eisenzeit statt. Während der Vendelzeit (550–800 n. Chr.) begannen die Inselbewohner vier Gräberfelder anzulegen. Das zweitgrößte liegt im nördlichen Teil der Insel. Dort sind die Reste von knapp 50 Hügeln, dreier rechteckiger und zweier runder Steinsetzungen und eines Treuddar zu erkennen. 1984 kam auf einem Felsen beim Abkratzen der Moose aus dem Felsen die Runeninschrift zutage.
Es handelt sich um eine Gedenkinschrift für Asmunds Großvater Sten. Auch Stens drei Söhne werden erwähnt. Aus der Inschrift ist nicht erkennbar, ob einer der drei Asmunds Vater war. Die Inschrift schließt mit einem individuellen Zusatz, in dem die Bedeutung des Denkmals hervorgehoben und der Verstorbene als „guter Mann“ gewürdigt wird. Auch wenn die christliche Fürbitte fehlt, deutet das Kreuz in der Runenschlange an, dass zumindest Stens Nachkommen Christen waren.
Runologisch ist interessant, dass für das Wort „ok“ (dt. „und“) drei verschiedene Schreibweisen verwendet werden: auk, ok und aok. Das Wort Großvater („Vatersvater“) kommt außer auf dem Felsen von Bo Gård nur in einer weiteren schwedischen Runeninschrift vor. Da Stens Söhne nicht als Auftraggeber des Denkmals genannt werden, kann man annehmen, dass sie bereits verstorben waren, als Asmund es machen ließ. Ob Sten und seine Söhne auf dem angrenzenden Gräberfeld liegen, kann nur vermutet werden.